# Trisūl
Trisūl är ett berg i Indien. Det ligger i distriktet Chamoli och delstaten Uttarakhand, i den norra delen av landet. Toppen på Trisūl är 7 120 meter över havet.
Den högsta punkten i närheten är Nanda Devi, 7 816 meter över havet, 19,8 km öster om Trisūl. Trakten runt Trisūl är permanent täckt av is och snö.